# 照海穴
照海穴（しょうかいけつ）は、足の少陰腎経に属す6番目（日本では5番目）の経穴である。また、陰蹻脈の宗穴でもある。

## 部位
左右の内果の直下1寸に取穴する。

## 名前の由来
照は光で照らす、海は脈気が出る深い場所を意味し、腎は水火の臓で水中に火があることから名づけられた。澤田流では太谿穴としている。

## 効能
月経不順を抑えるツボと考えられ、不眠、脚気に効く。婦人科疾患、リラックス、不眠、生理不順にも使われる。
長野式鍼灸治療法においては免疫強化のための扁桃処置（他に手三里・天牗・大椎）、副腎機能強化のための副腎処置(他に兪府)のうちの１穴として用いる。

## その他
澤田流太極療法では太谿穴として使われる。